# Епархия Сан-Пабло
Епархия Сан-Пабло (лат. Dioecesis Sancti Pauli in Insulis Philippinis) — епархия Римско-Католической церкви с центром в городе Сан-Пабло, Филиппины. Епархия Сан-Пабло входит в митрополию Манилы. Кафедральным собором епархии Сан-Пабло является церковь святого Павла

## История
28 ноября 1966 года Римский папа Павел VI выпустил буллу Ecclesiarum per ampla, которой учредил епархию Сан-Пабло, выделив её из епархии Липы (сегодня — Архиепархия Липы).

## Ординарии епархии
- епископ Pedro Bantigue y Natividad (26.01.1967 — 12.07.1995);
- епископ Francisco San Diego (12.07.1995 — 28.06.2003);
- епископ Leo Murphy Drona (14.05.2004 — 25.01.2013);
- епископ Buenaventura Malayo Famadico (25.01.2013 — по настоящее время).

## Источник
- Annuario Pontificio, Libreria Editrice Vaticana, Città del Vaticano, 2003, ISBN 88-209-7422-3.
- Булла Ecclesiarum per ampla  (лат.)